# Берендт, Ютта
Ютта Бе́рендт (нем. Jutta Behrendt; род. 15 ноября 1960, Берлин), урожд. Ха́мпе (нем. Hampe) — немецкая гребчиха, выступавшая за сборную ГДР по академической гребле в 1980-х годах. Чемпионка летних Олимпийских игр в Сеуле, пятикратная чемпионка мира, победительница многих регат национального и международного значения.

## Биография
Ютта Хампе родилась 15 ноября 1960 года в Берлине, проходила подготовку в столичном спортивном клубе «Динамо».
Первого серьёзного успеха на взрослом международном уровне добилась в сезоне 1981 года, когда вошла в основной состав восточногерманской национальной сборной и побывала на чемпионате мира в Мюнхене, откуда привезла награду серебряного достоинства, выигранную в зачёте парных двоек — уступила здесь только экипажу из СССР.
В 1982 году на мировом первенстве в Люцерне стала серебряной призёркой в парных рулевых четвёрках, пропустив вперёд команду советских спортсменок.
На чемпионате мира 1983 года в Дуйсбурге одержала победу в зачёте парных одиночек.
Будучи действующей чемпионкой ГДР, рассматривалась в качестве основной кандидатки на участие в Олимпийских играх 1984 года в Лос-Анджелесе, однако Восточная Германия вместе с несколькими другими странами социалистического лагеря бойкотировала эти соревнования по политическим причинам.
В 1985 году Хампе отметилась победой в парных четвёрках на чемпионате мира в Хазевинкеле.
В 1986 году была лучшей в одиночках на мировом первенстве в Ноттингеме. По итогам сезона за выдающиеся спортивные достижения была награждена золотым орденом «Звезда дружбы народов».
На чемпионате мира 1987 года в Копенгагене победила в программе парных четвёрок, при этом в одиночках уступила лидерство в сборной вернувшейся после перерыва Мартине Шрётер. В октябре того же года вышла замуж за тренера по гребле Дирка Берендта и начиная с этого времени выступала на соревнованиях под фамилией мужа.
Благодаря череде удачных выступлений удостоилась права защищать честь страны на летних Олимпийских играх 1988 года в Сеуле — в женских одиночках финишировала в финале первой, завоевав тем самым золотую олимпийскую медаль. За это достижение была награждена орденом «За заслуги перед Отечеством» в золоте.
После сеульской Олимпиады Ютта Берендт ещё в течение некоторого времени оставалась в составе восточногерманской национальной сборной и продолжала принимать участие в крупнейших международных регатах. Так, в 1989 году в парных четвёрках она выиграла золотую медаль на мировом первенстве в Бледе, став таким образом пятикратной чемпионкой мира по академической гребле.
Завершив спортивную карьеру, с 1990 года работала в Национальном олимпийском комитете ГДР, затем вплоть до 1997 года состояла в НОК объединённой Германии. Позже переехала на постоянное жительство в Норвегию, где работала тренером по академической гребле.